# Шенкурський район
Шенку́рський муніципа́льний райо́н — адміністративна одиниця Росії, Архангельська область. До складу району входять 1 міське та 11 сільських поселень, разом — 12 поселень.
| Росія | Це незавершена стаття з географії Росії. Ви можете допомогти проєкту, виправивши або дописавши її. |